# Emilio Ferreira
Emilio Ferreira, vollständiger Name Emilio Martín Ferreira Silva, (* 10. April 1991 oder 4. Oktober 1991 in Salto) ist ein uruguayischer Fußballspieler.

## Karriere
Der 1,72 Meter große Mittelfeldakteur Ferreira wurde in der Spielzeit 2013/14 mit dem Tacuarembó FC Meister der Segunda División und trug dazu mit fünf Zweitligaeinsätzen bei. Ein Tor erzielte er nicht. In der Saison 2014/15 wurde er 15-mal (kein Tor) in der Primera División eingesetzt. Nach dem Abstieg am Saisonende kam er in der Zweitligaspielzeit 2015/16 fünfmal (kein Tor) in der Liga zum Einsatz. In der Saison 2016 absolvierte er neun Zweitligapartien (kein Tor).